# 양리칭
양리칭(Cynthia Khan, 1968년 12월 13일 ~ )은 중화민국의 댄서, 영화배우, 텔레비전 배우, 배우이다.
자이현에서 태어났다.

## 방송
- 철치동아 기효람

## 영화
- 신패왕화: 예스마담 (2018년)
- 해신밀마 (2012년)
- 캅링크 (2000년)
- 소림오권 (1999년) - 아파 역
- 비각칠 - 시리즈 (1997년)
- 자호란용 (1995년)
- 국제 경찰 (1995년)
- 예스 마담 7 - 위정추종 (1995년)
- 뇌정행동 (1995년)
- 부시맨 5 - 팬더곰과 부시맨 (1994년)
- 오서료동경 (1993년) - 정월화 역
- 마담 시티헌터 (1993년)
- 묘가십삼매 (1993년)
- 4인의 복수 (1993년)
- 분홍작탄 (1993년)
- 일도경성 (1993년)
- 말로광화 (1992년)
- 패해홍영 (1992년)
- 비녀정전 (1992년)
- 초급여경 (1992년)
- 무림성투사 (1992년)
- 땡큐 마담 4 - 중출강호 (1992년)
- 독고구검 (1992년)
- 예스 마담 6 - 지하병공창 (1991년)
- 지존홍분 (1991년)
- 해랑 (1990년)
- 노호광 (1990년) - 양 경사 역
- 직격증인 (1989년) - 미스 양 역
- 양리칭의 예스마담 : 자웅대도 (1988년)
- 여귀전신 (1987년)
- 예스 마담 5 - 중간인 (1987년)